# Timonius modestus
Timonius modestus är en måreväxtart som beskrevs av Elmer Drew Merrill och Lily May Perry. Timonius modestus ingår i släktet Timonius och familjen måreväxter. Inga underarter finns listade i Catalogue of Life.